# Ядерне горіння дейтерію
Ядерне горіння дейтерію — реакція ядерного синтезу, яка відбувається в зорях і деяких субзоряних об'єктах, під час якої ядро дейтерію та протон об'єднуються, утворюючи ядро гелію-3. Ця реакція може відбуватися як друга стадія протон-протонного ланцюжка (тоді дейтерій для реакції попередньо утворюється з двох протонів) або самостійно (з первинного дейтерію).

## У протозорях
Дейтерій є ядром, яке найлегше вступає в реакції в протозорях. Ця реакція може відбуватися, коли температура перевищує 106 К. Швидкість реакції настільки чутлива до температури, що температура підіймається не набагато вище цього значення. Енергія, виділена в термоядерному синтезі, викликає конвекцію, яка переносить утворене тепло на поверхню протозорі.
Якби не було дейтерію, доступного для злиття, то зорі набули б значно меншої маси у фазі перед головною послідовністю, оскільки тоді б протозорі швидше колапсували, і відбувався б інтенсивніший синтез водню, який заважав би об'єкту збільшувати масу. Синтез дейтерію дозволяє подальше збільшення маси, діючи як термостат, який тимчасово зупиняє центральну температуру на значенні близько мільйона градусів, недостатньо високому для синтезу водню. Це дає час для накопичення протозорею більшої маси. Коли механізм теплообміну всередині протозорі перемикається з конвективного на випромінювальний, відвід тепла сповільнюється, дозволяючи температурі збільшиватися і запустити стабільний синтех водню (що трапляється при температурах порядку 107 К).
Енерговиділення на одиницю маси зоряної речовини в реакції горіння дейтерію пропорційно добутку (вміст дейтерію) × (густина) × (температура)11,8. Оскільки температура підноситься до ступеня 11,8, навіть незначна зміна температури призводить до дуже великих змін енерговиділення.
Речовина, що оточує зону променистого переносу, все ще багата на дейтерій, і ядерне горіння дейтерію відбувається у все тоншій оболонці, яка повільно рухається назовні в міру зростання ядра зорі. Генерація ядерної енергії в цих зовнішніх областях з низькою густиною спричиняє розбухання протозорі, затримуючи її гравітаційне стискання та відкладаючи її вихід на головну послідовність. Загальна енергія, доступна в результаті синтезу дейтерію, порівнянна з енергією, що вивільняється при гравітаційному стисканні.
Через невеликий вміст дейтерію у Всесвіті його запаси в протозорі обмежені. Він повністю знищується за кілька мільйонів років.

## У субзоряних об'єктах
Для ядерного горіння водню потрібні набагато вищі температури та тиски, ніж для горіння дейтерію, отже, існують об'єкти, достатньо масивні, щоб спалювати дейтерій, але недостатньо масивні, щоб спалювати водень. Ці об'єкти називаються коричневими карликами, і їхня маса лежить в діапазоні приблизно від 13 до 80 MJ (мас Юпітера). Коричневі карлики можуть сяяти мільйони або десятки мільйонів років, перш ніж їхні запаси дейтерію будуть вичерпані.
Об'єкти, менші за мінімальну масу, необхідну для ядерного горіння дейтерію (deuterium burning minimum mass, DBMM), зберегають свою початкову кількість дейтерію майже незмінною. Такі міжзоряні об'єкти класифікуються як міжзоряні планети, і кілька кандидатів у міжзоряні планети вже були виявлені у спестереженнях.
Початок горіння дейтерію називається дейтерієвим спалахом. У 1964 році Габріел запропонував, що після цього спалаху в зорях дуже малої маси може виникати нестабільність, пов'язана з горінням дейтерію. У цьому сценарії повністю конвективні зоря з малою масою або коричневий карлик нестабільні через те, що ядерна реакція чутлива до температури. Цю пульсацію важко спостерігати, оскільки вважається, що початок горіння дейтерію відбувається у віці <0,5 млн років для зір >0,1 M☉. У цей час протозорі все ще глибоко занурені у свої навколозоряні оболонки. Коричневі карлики з масою від 20 до 80 MJ можуть бути легшими для спостережень, тому що початок горіння дейтерію в них припадає на старший вік, від 1 до 10 мільйонів років. Незважаючи на ці передбачення, спостереження зір з дуже малою масою не змогли виявити змінність, яка могла б бути пов'язана з нестабільним спалюванням дейтерію.

## На планетах
Синтез дейтерію також можливий на планетах. Поріг маси для початку синтезу дейтерію над твердими ядрами планет становить близько 13 мас Юпітера (1MJ = 1,889⋅1027 кг).

## Інші реакції
Хоча злиття з протоном є основним каналом споживання дейтерію, можливі й інші реакції. До них належить злиття з іншим ядром дейтерію з утворенням гелію-3, тритію або (рідше) гелію-4, або злиття з гелієм з утворенням різних ізотопів літію:
- {\displaystyle {^{2}_{1}{\text{D}}}+p\rightarrow {^{3}_{2}{\text{He}}}+\gamma }
- {\displaystyle {^{2}_{1}{\text{D}}}+{^{2}_{1}{\text{D}}}\rightarrow {^{4}_{2}{\text{He}}}+\gamma }
- {\displaystyle {^{2}_{1}{\text{D}}}+{^{2}_{1}{\text{D}}}\rightarrow {^{3}_{1}{\text{T}}}+{^{1}_{1}p}+\gamma }
- {\displaystyle {^{2}_{1}{\text{D}}}+{^{2}_{1}{\text{D}}}\rightarrow {^{3}_{2}{\text{He}}}+{^{1}_{0}n}+\gamma }
- {\displaystyle {^{2}_{1}{\text{D}}}+{^{3}_{2}{\text{He}}}\rightarrow {^{4}_{2}{\text{He}}}+{^{1}_{1}p}+\gamma }
- {\displaystyle {^{2}_{1}{\text{D}}}+{^{3}_{2}{\text{He}}}\rightarrow {^{5}_{3}{\text{Li}}}+\gamma }
- {\displaystyle {^{2}_{1}{\text{D}}}+{^{4}_{2}{\text{He}}}\rightarrow {^{6}_{3}{\text{Li}}}+\gamma }